# Rendalen
Rendalen ist eine Kommune im norwegischen Fylke Innlandet. Die Kommune hat 1846 Einwohner (Stand: 1. Januar 2025). Verwaltungssitz ist die Ortschaft Bergset.

## Geografie

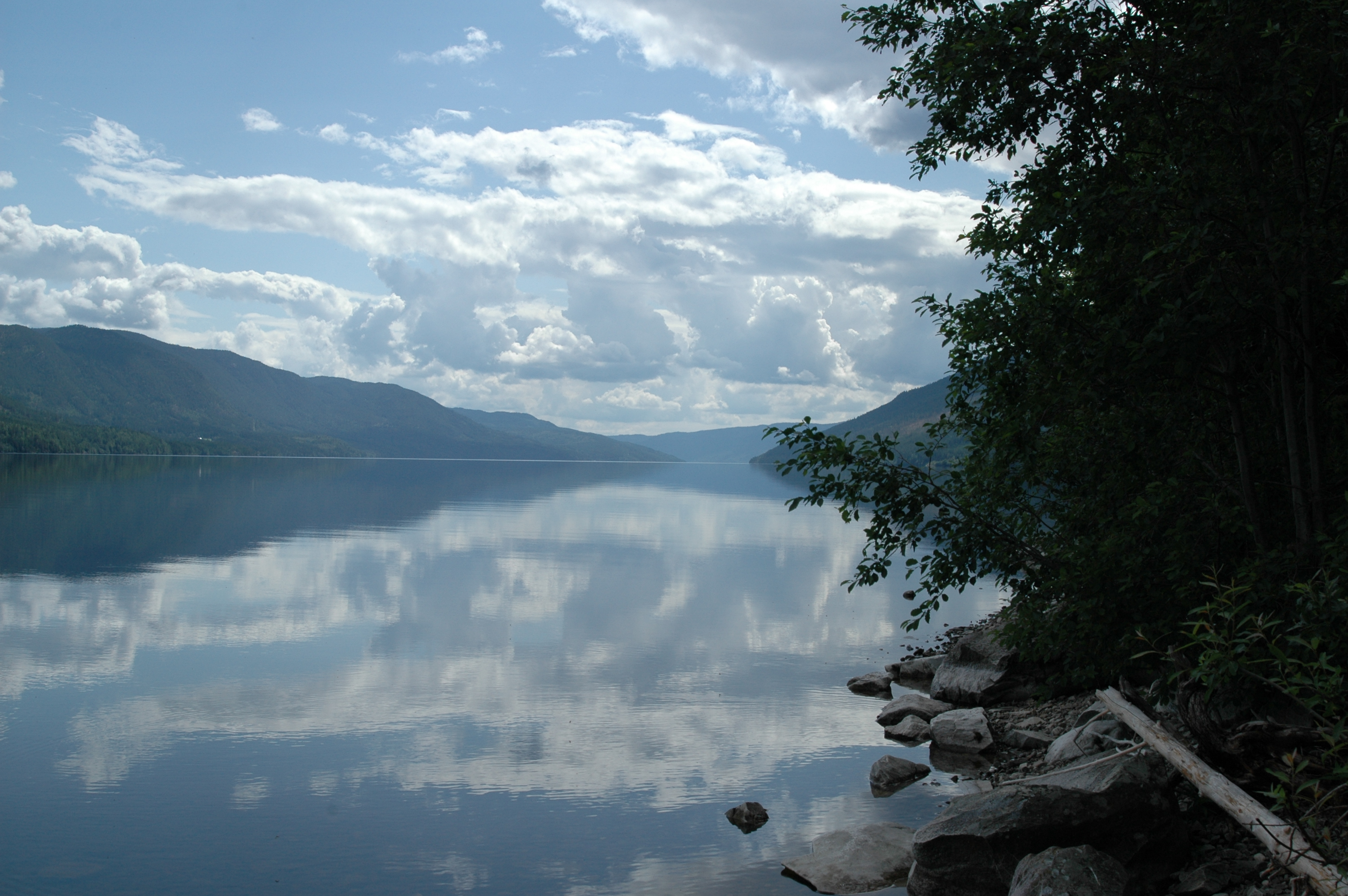
Blick auf den See Storsjøen

Die Gemeinde liegt in der Landschaft Østerdalen und grenzt an die Kommunen Engerdal im Osten, Trysil und Åmot im Süden, Stor-Elvdal im Westen, Alvdal im Nordwesten sowie Tolga und Tynset im Norden. Durch Rendalen fließt im Tal Rendal in Nord-Süd-Richtung der Fluss Rena, ein Nebenfluss der Glomma. Im südlichen Gemeindegebiet durchfließt die Rena den See Storsjøen. Im Nordwesten wird Rendalen auf einem kürzeren Stück von der Glomma (unter dem Namen Glåma) selbst durchflossen. Die höchste Erhebung ist der Midtre Sølen mit einer Höhe von 1754,8 moh. im Nordosten. Zwischen dem Berg und der Grenze zu Engerdal liegt der See Sølensjøen.

## Einwohner
Die Einwohner von Rendalen leben vor allem im Haupttal, dem Rendal, nördlich des Storsjøen. Die Seitentäler sind hingegen dünn besiedelt. Die Einwohnerzahlen sind seit dem Ende des Zweiten Weltkriegs rückläufig. Otnes ist der einzige sogenannte Tettsted, also die einzige Ansiedlung, die für statistische Zwecke als eine städtische Siedlung gewertet wird. Zum 1. Januar 2024 lebten dort 270 Einwohner. Der Ort liegt am Ufer der Rena.
Die Einwohner der Gemeinde werden Rendøl genannt. Offizielle Schriftsprache ist wie in vielen Kommunen in Innlandet Bokmål, also die weiter verbreitete der beiden norwegischen Sprachformen.
| Jahr          | 1986 | 1990 | 1995 | 2000 | 2005 | 2010 | 2015 | 2020 | 2025 |
| ------------- | ---- | ---- | ---- | ---- | ---- | ---- | ---- | ---- | ---- |
| Einwohnerzahl | 2642 | 2499 | 2412 | 2257 | 2105 | 1998 | 1885 | 1780 | 1846 |

## Geschichte
Bei der Einführung der kommunalen Selbstverwaltung nach 1837 wurde die Gemeinde Rendal gebildet, welche 1880 in die Gemeinden Ytre Rendal und Øvre Rendal aufgespalten wurde. Zum 1. Januar 1911 wurden Gebiete mit je über 300 Einwohnern von beiden Kommunen abgespalten und gemeinsam mit anderen Gebieten entstand die neue Nachbargemeinde Engerdal. Die heutige Kommune Rendalen wurde schließlich am 1. Januar 1965 durch die erneute Zusammenlegung von Ytre Rendal mit damals 1913 Einwohnern und Øvre Rendal mit 1629 Einwohnern gegründet. Im Jahr 1984 wurde ein unbewohntes Gebiet von Tynset an Rendalen überführt.
Bis zum 31. Dezember 2019 gehörte Rendalen der damaligen Provinz Hedmark an. Diese ging im Zuge der Regionalreform in Norwegen in die zum 1. Januar 2020 neu geschaffene Provinz Innlandet über.

## Wirtschaft und Infrastruktur

### Verkehr
Parallel zur Glåma verläuft im Nordwesten der Riksvei 3, der unter anderem die Verbindung nach Kongsvinger weiter im Süden herstellt. Entlang der Rena führt der Fylkesvei 30.

### Wirtschaft
Die Wirtschaft der Gemeinde ist von der Land- und Forstwirtschaft geprägt. Das Holz wird zum Großteil unverarbeitet verkauft, es befinden sich lediglich kleinere Sägewerke in Rendalen. Die kaum ausgebaute industrielle Produktion beschränkt sich auf die Lebensmittelindustrie und die Holzverarbeitung. Der lokale Fremdenverkehr basiert vor allem auf den Angelmöglichkeiten und den Berggebieten. Insgesamt liegen in Rendalen fünf Flusskraftwerke. Das Wasser für das 1971 in Betrieb genommene Rendalen kraftverk wird durch einen etwa 29 Kilometer langen Tunnel von der Glåma zum Kraftwerk geleitet. Im Jahr 2019 arbeiteten von 796 Arbeitstätigen 493 in Rendalen selbst, die restlichen verteilten sich vor allem auf die Nachbarkommunen Tynset und Stor-Elvdal.

## Kultur

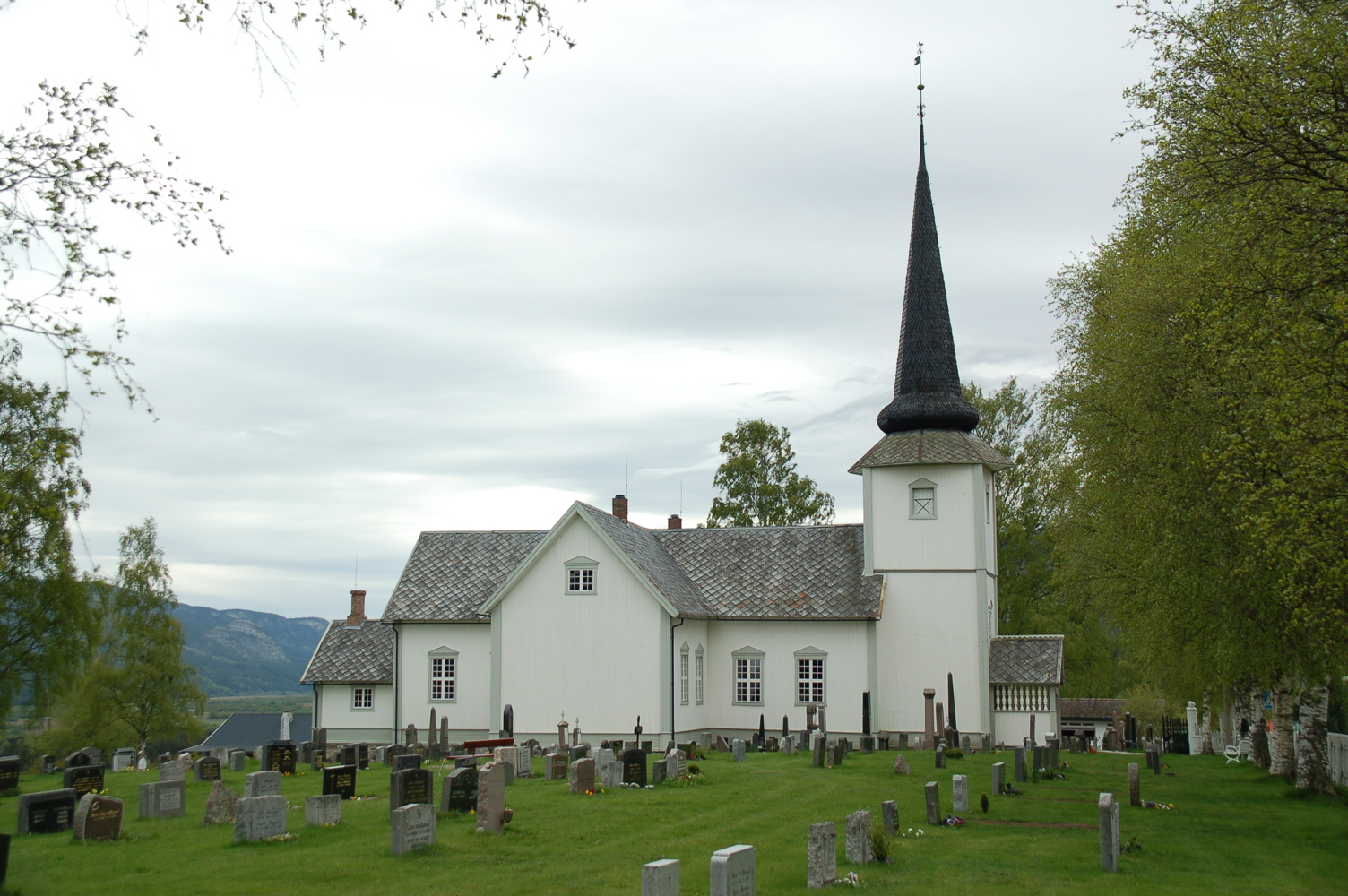
Øvre Rendal kirke

Mit der Øvre Rendal kirke und der Ytre Rendal kirke befinden sich in Rendalen zwei Holzkirchen. Des Weiteren liegt am Ostufer des Storsjøen die 1914 erbaute Sjøli kirke. Im alten Pfarrhof von Øvre Rendal kam im Jahr 1853 der Schriftsteller Jacob B. Bull zur Welt. Der Pfarrhof dient heute als Bull-Museum.

## Name und Wappen
Das seit 1989 offizielle Wappen der Kommune zeigt zwei silberne Rentierköpfe auf blauem Hintergrund. Rentiere waren lange Zeit für die Gegend gewöhnliche Tiere. Rendalen wurde etwa im Jahr 1430 als Reindale erwähnt. Der Name setzt sich aus den beiden Bestandteilen „Ren“ und „-dal“ (deutsch: „-tal“) zusammen, erster leitet sich vom Flussnamen Rena ab.

## Persönlichkeiten
- Gustav Storm (1845–1903), Historiker, Schriftsteller und Professor
- Jacob B. Bull (1853–1930), Dichter
- Kjell Borgen (1939–1996), Politiker und ehemaliger Bürgermeister der Kommune